# 炳途乡
炳途乡，是中华人民共和国四川省凉山彝族自治州美姑县曾经下辖的一个乡。2021年1月12日，撤销尼哈乡和炳途乡，将原尼哈乡和原炳途乡所属行政区域划归峨曲古乡管辖。

## 行政区划
炳途乡撤销前下辖以下地区：
特口村、四干普村、曲吉瓦拖村、湾洛村和达普村。